# Ludvík Hendrych
Ludvík Hendrych je bývalý československý fotbalista, záložník a útočník.

## Fotbalová kariéra
Odchovance pardubického fotbalu si na podzim roku v roce 1938 vyhlédl tehdejší trenér SK Olomouc ASO Karel Kudrna a klub ho koupil za 12.000 korun. V československé lize hrál za SK Pardubice a SK Olomouc ASO. Nastoupil v 94 ligových utkáních (z toho v 93 za olomoucký tým) a dal 10 gólů. Mezi fotbalisty SK Olomouc ASO má nejvyšší počet ligových startů.

## Ligová bilance
| Ročník               | Zápasy | Góly | Klub           |
| -------------------- | ------ | ---- | -------------- |
| Státní liga 1937/38  | 1      | -    | SK Pardubice   |
| Národní liga 1941/42 | -      | -    | SK Olomouc ASO |
| Národní liga 1942/43 | -      | -    | SK Olomouc ASO |
| Národní liga 1943/44 | 26     | -    | SK Olomouc ASO |
| Státní liga 1946/47  | -      | -    | SK Olomouc ASO |
| CELKEM               | 94     | 10   |                |